# Kommittén för teknologisk innovation och etik
Kommittén för teknologisk innovation och etik (Komet) arbetade för att skapa goda förutsättningar för innovation och konkurrenskraft samtidigt som utvecklingen och spridningen av ny teknik sker tryggt, säkert och med ett långsiktigt samhällsperspektiv.

## Komets uppdrag
Komet arbetade på uppdrag av Sveriges regering för att Sverige ska kunna vara ledande på ansvarsfull utveckling och användning av ny teknik. Arbetet gav stöd till regeringen att hantera en accelererande teknikutveckling. Komet bildades 2018 och verkade till och med år 2022 för att bidra till goda och trygga förutsättningar för teknologisk innovation till grund för en hållbar utveckling såväl i Sverige som internationellt. Komet bejakade både de möjligheter till förbättring för medborgare, näringsliv och samhälle som tekniken skapar samt lyfta de målkonflikter som kan uppkomma. Komet lämnade sitt slutbetänkande till regeringen den 13 dec 2022.
En del i Komets arbete har varit att utarbeta ett verktyg för självutvärdering av ansvarsfull teknikutveckling, som används för att gå igenom etik och hållbarhet inom teknikutveckling.

## Direktiv och ledamöter
Komet var en självständig kommitté under regeringen (Näringsdepartementet). Beslut om Komets utredningsdirektiv fattades den 16 augusti 2018 och tilläggsdirektiv beslutades den 7 januari 2021. Komet har kommittébeteckningen N 2018:04.
Arbetet leddes av ordföranden Jon Simonsson. Kommitténs övriga ledamöter var Charlotte Brogren, Stefan Einhorn, Antje Jackelén, Rikard Jermsten, Ulla Sandborgh, Kristina Svahn Starrsjö och Erik Thedéen.

## Rapporter och betänkanden
- Personuppgiftsbehandling vid antalsberäkning inför klinisk forskning. Delbetänkande av Kommittén för teknologisk innovation och etik (KOMET). SOU 2020:53.
- Syn på teknikutveckling inom offentlig sektor. Komet beskriver 2019:03
- Samtycke inom vård och inom medicinsk forskning. Komet beskriver 2019:07
- Försök för teknologisk innovation. Komet beskriver 2019:09
- Regelhinder inom teknik – Insamling våren 2020. Komet beskriver 2020:09
- Verktyg för självutvärdering av ansvarsfull teknikutveckling. Komet beskriver 2020:10
- Riksdagsledamöters syn på teknikutveckling 2019. Komet beskriver 2020:12
- Försök! – Rapport med förslag till regeringen. Komet beskriver 2020:23
- Så funkar det! Om lagar och regler. Komet beskriver 2021:05
- Teknik & regler – problem och kunskap. Komet beskriver 2021:06
- Teknik och regelutveckling i takt – policyinitiativ i elva länder. Komet beskriver 2021:11
- Förnya taktiken i takt med tekniken – förslag för en ansvarsfull, innovativ och samverkande förvaltning. Slutbetänkande av Kommittén för teknologisk innovation och etik (KOMET). SOU 2022:68